# Кулікали Другі
Куліка́ли Другі (рос. Куликалы Вторые, марій. Эрсексер) — присілок у складі Гірськомарійського району Марій Ел, Росія. Входить до складу Єласівського сільського поселення.

## Населення
Населення — 42 особи (2010; 49 у 2002).
Національний склад (станом на 2002 рік):
- марі — 96 %